# Jiana Veche
Jiana Veche – wieś w Rumunii, w okręgu Mehedinți, w gminie Jiana. W 2011 roku liczyła 1080 mieszkańców.